# Rheinterrasse (Düsseldorf)

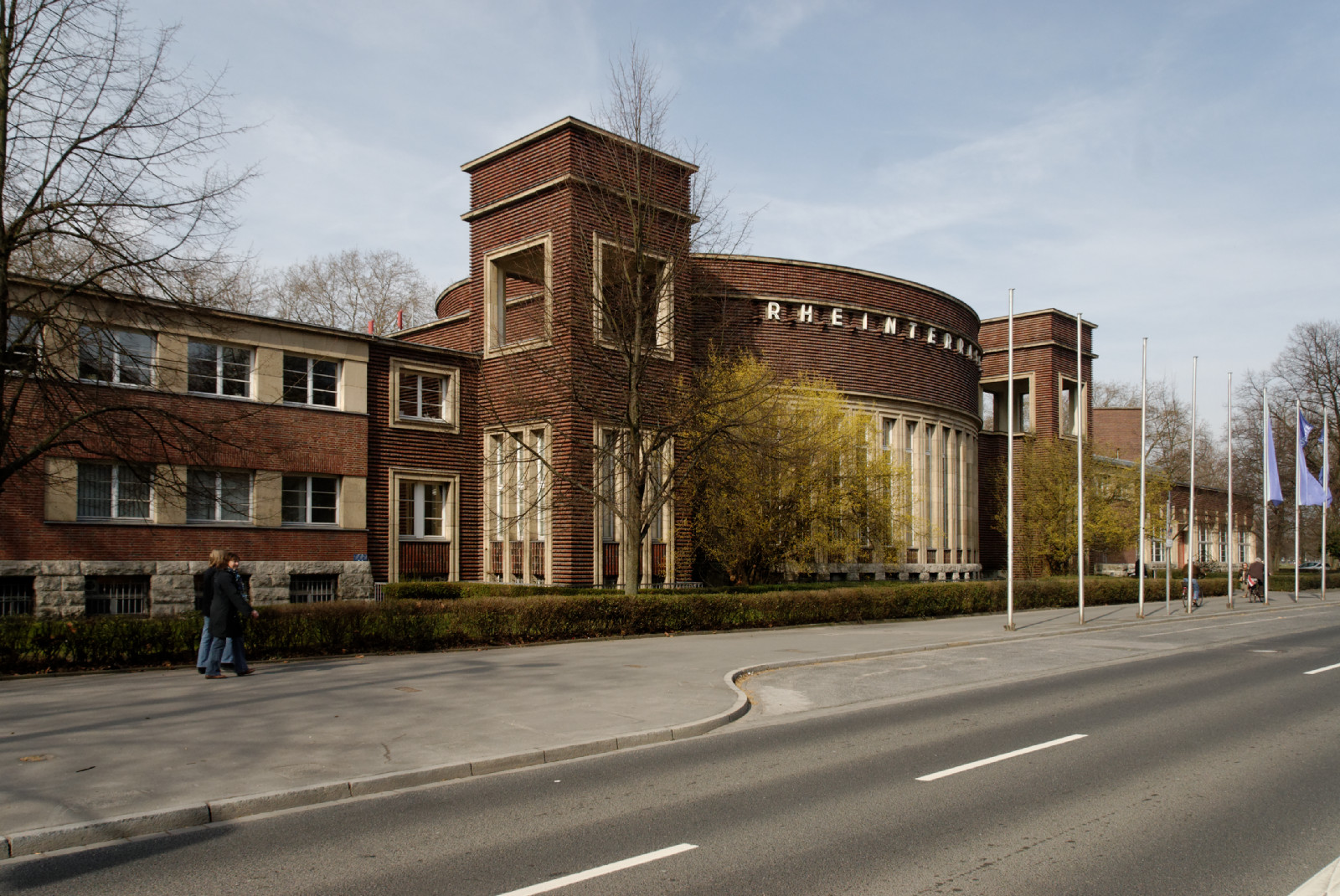
Rheinterrasse

Die Rheinterrasse (oft auch im Plural: Rheinterrassen) ist ein Gebäude mit Gast- und Versammlungsstätten, das 1924 bis 1926 nach Plänen von Wilhelm Kreis zur Ausstellung GeSoLei errichtet wurde. Es befindet sich am Joseph-Beuys-Ufer 33 in Düsseldorf-Pempelfort.

## Architektur

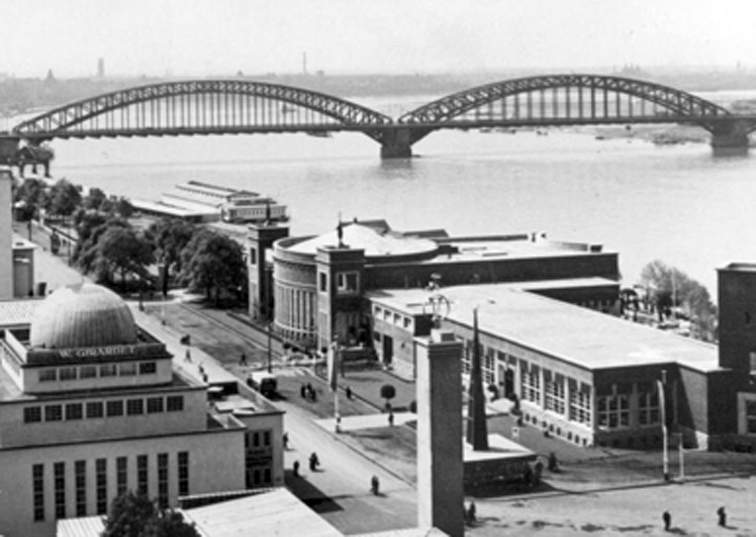
Historische Ansicht der Rheinterrasse im Rahmen der Ausstellung GeSoLei, 1926

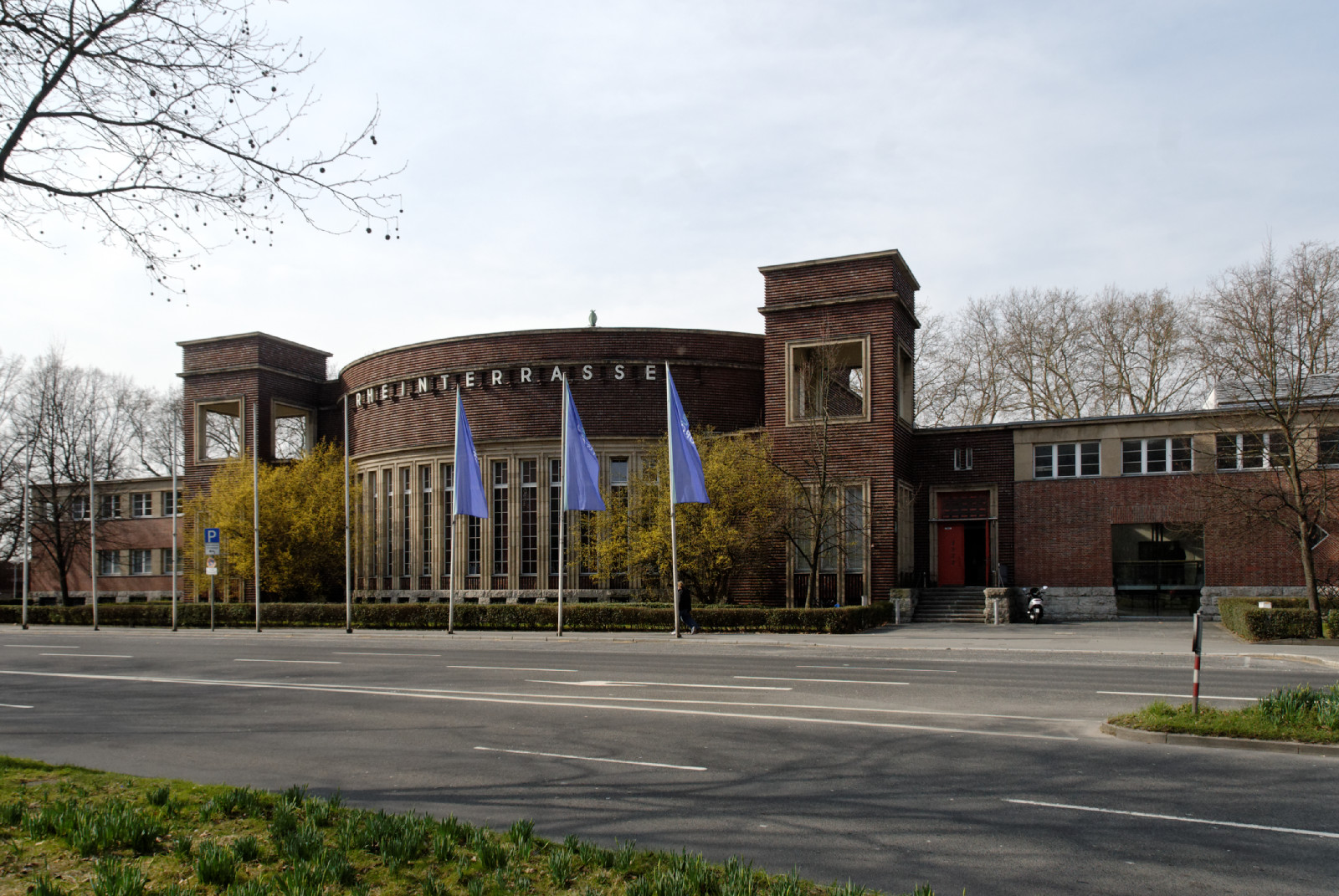
Doppelturmfassade auf der Ostseite der Rheinterrasse

Die Rheinterrasse war für die Ausstellung GeSoLei als „Großrestaurant“ mit mehreren Cafés und Versammlungssälen geplant. Ihre Innen- und Außenmauern sind in Ziegelmauerwerk ausgeführt. Bei den tragenden Decken und Unterzügen kam hingegen bereits Stahlbeton (1.200 t Eisenportlandzement) zum Einsatz.
Zentrum des Gebäudes ist der 470 Quadratmeter große Rheingoldsaal mit einer muschelförmigen, auf Strebebögen ruhenden Schirmkuppel. Weitere Motive, die das expressionistische Intérieur prägen, sind der „hängende Schlussstein“ und die „Doppelarkade“. Auf der Straßenseite ist der Saal, der dort als konvex gekrümmte Wand mit vertikaler Fenstergliederung in Erscheinung tritt, von Türmen flankiert. Die Doppelturmfassade war zur Zeit der Ausstellung GeSoLei der Blickpunkt einer von Osten auf sie zulaufenden breiten Achse, die heute großenteils mit einer Straße in Nord-Süd-Richtung sowie Bürogebäuden der Ergo Versicherung AG bebaut und somit verschwunden ist.

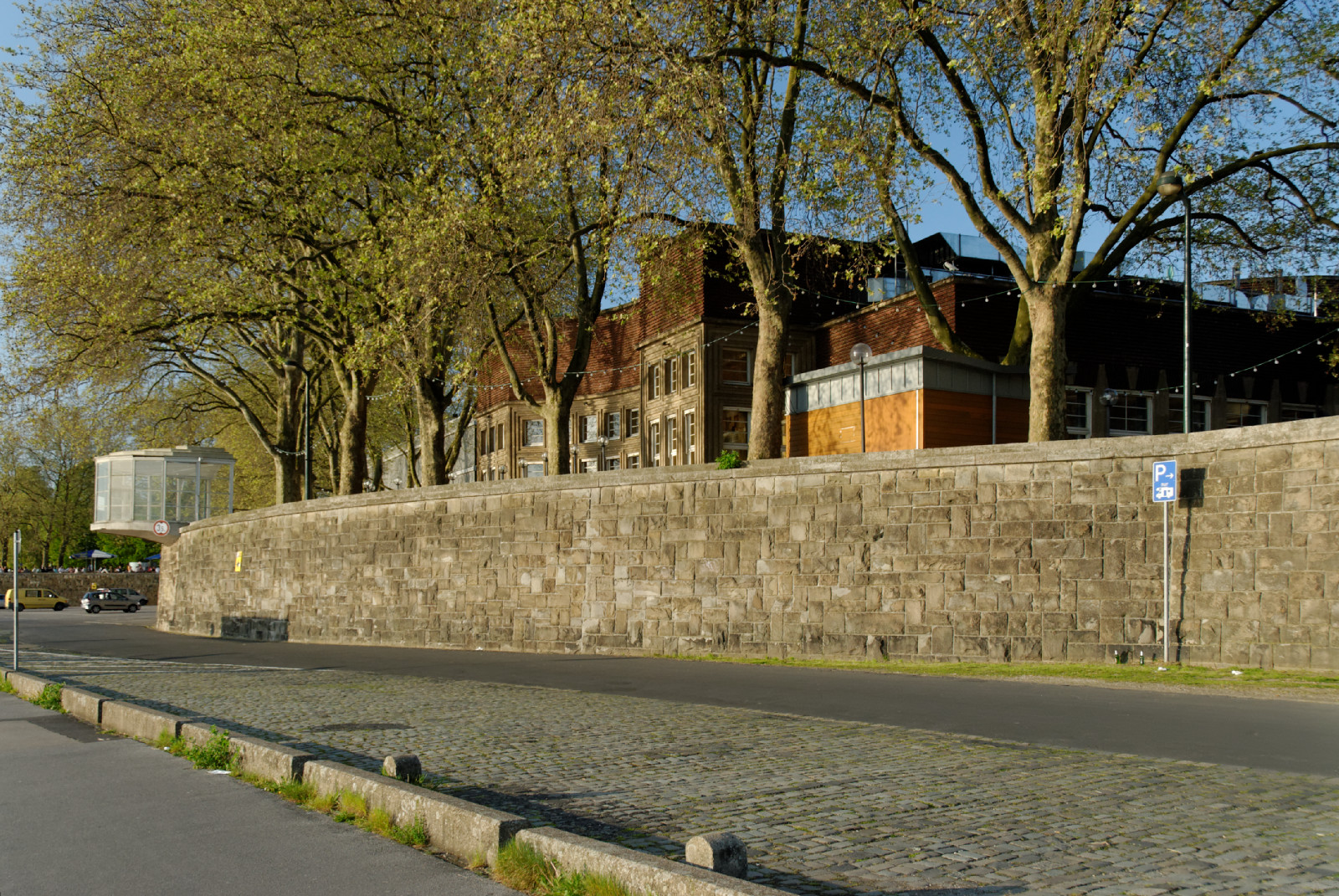
Rheinterrasse von der Rheinseite, Robert-Lehr-Ufer

Die rückseitige Fassade, die dem Rhein zugewandt ist, zeigt eine konkav schwingende Außenfläche. Hier ist eine mit Platanen bepflanzte Terrasse vorgelagert, die Teil eines mehrere hundert Meter langen Freiraumkonzeptes aus Ufermauern, Rampen, Park-, Terrassen- und Treppenanlagen ist (→ Rheinpark Golzheim, Rheingärtchen). In der Außenarchitektur wurde – unter Anlehnung an Motive des Backsteinexpressionismus – weitgehend die neoklassizistische Formensprache des Kunstmuseums im Ehrenhof übernommen.

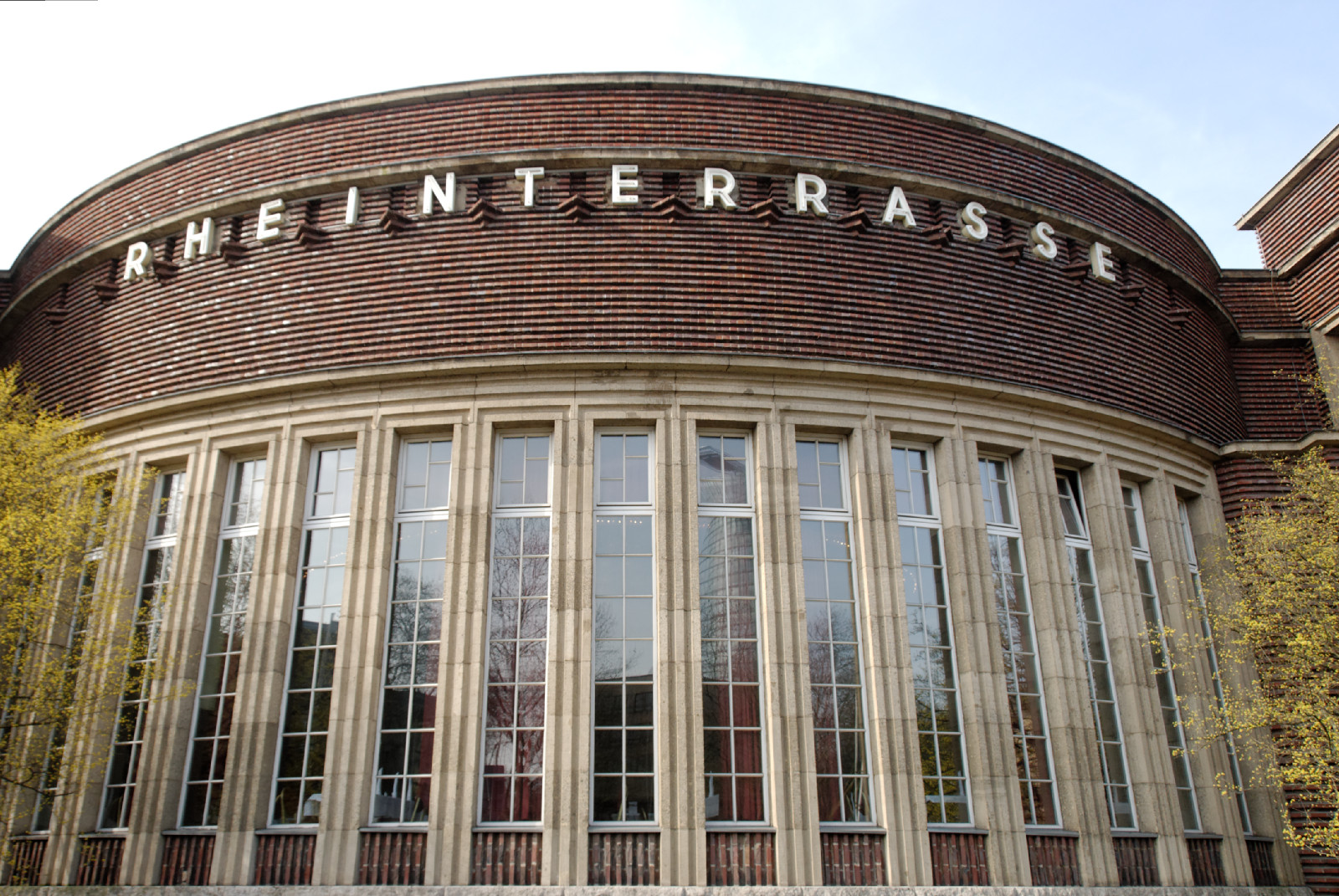
Mittelteil der Ostfassade

Die Fenster, insbesondere jene der Mittelachsen der Hauptfassaden, sind von Tuff- und Kalksandsteinstreifen eingefasst. Ihre Gestaltung bezieht sich stilistisch auf die geometrische Fensterrahmung der straßenseitigen Mittelrisalite des Kunstmuseums und des NRW-Forums. Die neoklassizistischen „tempelartigen Eckpavillons“ des NRW-Forums werden als „Motiv im Kunstmuseum auf der einen Seite und im Sockel der Rheinhalle auf der anderen“ wieder verwendet.
1994 wurde die Rheinterrasse von Helmut Hentrich (Architekturbüro HPP) umgebaut. Errichtet wurde dabei der so genannte Radschlägersaal in Stahlskelettbauweise mit großen Glasflächen. Die Rheinterrasse wurde 1982 unter Denkmalschutz gestellt.